# Dictya matthewsi
Dictya matthewsi är en tvåvingeart som beskrevs av Steyskal 1960. Dictya matthewsi ingår i släktet Dictya och familjen kärrflugor. Inga underarter finns listade i Catalogue of Life.